# Oda (żona Arnulfa z Karyntii)
Oda, zwana też Otą (ur. ok. 874, zm. między 899 a 903) – przedstawicielka dynastii Konradynów, córka Berengara, hrabiego Hesji, żona cesarza Arnulfa z Karyntii (850 – 8 grudnia 899), nieślubnego syna Karlomana Bawarskiego i Litwindy, córki hrabiego Ernesta. Oda poślubiła Arnulfa najprawdopodobniej pod koniec 888 r.
Niewiele jest wiadomo o życiu Ody. Arnulf ożenił się z nią by uzyskać wsparcie potężnego rodu Konradynów w staraniach o koronę. Oda nigdy nie została koronowana, ale wspierała działania męża. Jej imię pojawia się w licznych dokumentach. Dzięki jej staraniom Arnulf nadał liczne przywileje opactwu Kremsmünster, klasztorowi w Altötting oraz biskupstwom w Wormacji i Freisingu.
Najszerzej opisane wydarzenie w życiu Ody miało miejsce w czerwcu 899 r., kiedy cesarzowa została oskarżona o cudzołóstwo z niejakim Unzuchtem. Została ona wezwana w celu wyjaśnień na zjazd możnych w Ratyzbonie. Oda złożyła przysięgę oczyszczającą, której prawdziwość zaprzysięgło 72 współprzysiężników z możnych rodów. Cesarzowa została uniewinniona, ale wydarzenie to najprawdopodobniej pogorszyło stan zdrowia jej męża, i tak już chorego. Arnulf zmarł 8 grudnia 899 r.
Arnulf i Oda mieli razem jednego syna, Ludwika IV (wrzesień/październik 893 – 20/24 września 911), który po śmierci ojca został królem Franków Wschodnich. Niektóre starsze opracowania uważały, że córką Ody była Glismouda, która była w rzeczywistości nieślubną córką Arnulfa.
Nie wiadomo co działo się z Odą po śmierci jej męża. Najprawdopodobniej usunęła się do rodowych dóbr w Bawarii lub Lotaryngii. Zmarła około 903 r. Swoje ziemie przekazała Kościołowi.